# Stanko Barać
Stanko Barać (Mostar, 13 agosto 1986) è un ex cestista croato.
Alto 217 cm, giocava come centro.

## Carriera

### Con i club
Nel draft NBA 2007 è stato selezionato dai Miami Heat come 39ª scelta assoluta. Non ha però giocato nella NBA, trasferendosi invece in prestito al Pamesa Valencia. Dopo quella stagione, nel 2008 è tornato a Vitoria.
Ha iniziato positivamente la stagione 2010-11, tanto da esser stato MVP della nona giornata della Liga ACB. In un'intervista al quotidiano AS, il pivot croato ha dichiarato che il suo inizio positivo è dovuto all'aumento del minutaggio e che deve fare molta esperienza in Europa per poter puntare al sogno di giocare in NBA.

Nella stagione 2011-12 si trasferisce in Turchia all'Anadolu Efes dove rimane fino al 2014.

A gennaio del 2015 si accorda con il Cedevita Junior giusto in tempo per aggiudicarsi la coppa nazionale e il campionato.

Il 28 agosto 2015 si accorda con l'Olimpia Milano.

### Con la Nazionale
Con la Croazia ha disputato i Giochi olimpici di Pechino 2008 e due edizioni dei Campionati europei (2007, 2011).

## Palmarès
- Campionato spagnolo: 1

Saski Baskonia: 2009-10
- Copa del Rey: 1

Saski Baskonia: 2009
- Supercoppa spagnola: 1

Saski Baskonia: 2008
- Campionato italiano: 1

Olimpia Milano: 2015-16
- Coppa Italia: 1

Olimpia Milano: 2016
- Campionato croato: 1

Cedevita Zagabria: 2014-15
- Coppa di Croazia: 1

Cedevita Zagabria: 2015
- Campionato bosniaco: 1

Široki: 2006-07
- Coppa di Bosnia ed Erzegovina: 1

Široki: 2006